# Цветкова, Елена Яковлевна
Елена Яковлевна Цветкова (урожд. Барсова; 10 [22] февраля 1871, Уфа — июль 1929, Москва) — оперная певица (лирико-драматическое сопрано), музыкальный педагог.

## Биография
Родилась в семье священника. Участвовала в концертах Уфимского музыкального кружка. В 1892 г. с большой серебряной медалью окончила Московскую консерваторию (класс Е. Лавровской).
В 1892—1893 гг. пела в Москве в составе Русского оперного товарищества под управлением И. Прянишникова. В апреле 1893 г. дебютировала на сцене Большого театра, но, несмотря на большой успех, не была принята в труппу. В 1893 выступала в Житомире и других городах. В 1896—1898 гг. выступала в Московской частной русской опере С. Мамонтова (театр Солодовникова), в 1898—1903 гг. — в московском Товариществе частной русской оперы, в 1904—1911 гг. — в московской Опере С. Зимина.
Гастролировала в Нижнем Новгороде (1896, 1907), Петербурге (1899), Киеве (1902, антреприза М. Бородая; 1911—1912), в Крыму.
Из-за болезни горла с 1917 г. не выступала.
С 1912 г. преподавала молодым певцам Оперы С. Зимина, в 1919—1925 гг. — в Киевском музыкально-драматическом институте им. Н. В. Лысенко, с 1920 г. — в Киевской консерватории. С 1925 г. преподавала в Минском музыкальном училище, затем — в музыкальных училищах Москвы.

### Семья
Муж — В. А. Цветков (1866—1933), оперный певец, профессор Московской и Киевской консерваторий.

## Творчество
На оперной сцене дебютировала еще будучи студенткой в 1891 году, исполнив в консерваторском спектакле на сцене Большого театра партию Марцелины в опере «Фиделио». Обладала ровным, гибким, редким по красоте голосом нежного, тёплого тембра. Благодаря безупречной дикции, художественному вкусу и драматическому темпераменту добивалась органического единства вокальной и сценической сторон образа; её называли «оперной Ермоловой». Исполняла также партии меццо-мопрано; репертуар включал 63 оперные партии.

### Оперные партии
Большой театр
- «Фиделио» Л. Бетховена — Марцелина (1891; консерваторский спектакль под управлением В. Сафонова; первое выступление на сцене Большого театра)
- «Фауст» Ш. Гуно — Маргарита (дебют в труппе театра, 2 апреля 1893)
- «Русалка» А. Даргомыжского — Наташа

### Дискография
В 1910—1912 гг. фирмой «Пате» (Москва, Петербург) на грампластинки записаны 10 произведений (арии, романсы, дуэты) в исполнении Е. Цветковой.